# 本庄都市圏
本庄都市圏（ほんじょうとしけん）は、埼玉県本庄市を中心とする都市圏である。

## 定義
一般的な都市圏の定義については都市圏を参照。

### 「10% 都市圏」（通勤圏）
- 本庄市を中心市とする都市雇用圏（10% 通勤圏）の人口は13万8962人（2010年国勢調査基準）。
- 中心 DID（人口集中地区）人口は4万5427人（2010年）。

都市雇用圏（10% 通勤圏）の変遷
| 自治体 ('80) | 1980年                | 1990年                 | 1995年                 | 2000年                 | 2005年                 | 2010年                 | 自治体 ('06) |
| ------------ | --------------------- | ---------------------- | ---------------------- | ---------------------- | ---------------------- | ---------------------- | ------------ |
| 上里町       | 本庄 都市圏 8万4247人 | 本庄 都市圏 11万4834人 | 本庄 都市圏 10万1517人 | 本庄 都市圏 10万3594人 | 本庄 都市圏 12万4775人 | 本庄 都市圏 13万8962人 | 上里町       |
| 美里町       | 本庄 都市圏 8万4247人 | 本庄 都市圏 11万4834人 | 本庄 都市圏 10万1517人 | 本庄 都市圏 10万3594人 | 本庄 都市圏 12万4775人 | 本庄 都市圏 13万8962人 | 美里町       |
| 本庄市       | 本庄 都市圏 8万4247人 | 本庄 都市圏 11万4834人 | 本庄 都市圏 10万1517人 | 本庄 都市圏 10万3594人 | 本庄 都市圏 12万4775人 | 本庄 都市圏 13万8962人 | 本庄市       |
| 児玉町       | -                     | 本庄 都市圏 11万4834人 | -                      | -                      | 本庄 都市圏 12万4775人 | 本庄 都市圏 13万8962人 | 本庄市       |
| 神川町       | -                     | -                      | -                      | -                      | -                      | 本庄 都市圏 13万8962人 | 神川町       |
| 神泉村       | -                     | 高崎 都市圏            | 高崎 都市圏            | 高崎 都市圏            | -                      | 本庄 都市圏 13万8962人 | 神川町       |

- 1984年10月1日：美里村が町制施行し美里町となる。
- 2006年1月1日：神川町と神泉村が合併し新たに神川町となる。
- 2006年1月10日：本庄市、児玉町が合併し新たに本庄市となる。

### 行政の取り組み
本庄市は美里町、神川町、上里町と2010年に協定書を締結し、本庄地域定住自立圏を形成している。